# پی‌نوشت: دوستت دارم (فیلم)
پی‌نوشت: دوستت دارم (انگلیسی: P.S. I Love You) یک فیلم درام به کارگردانی ریچارد لاگراونیس است که در سال ۲۰۰۷ منتشر شد.

## بازیگران
- هیلاری سوانک در نقش هالی رایلی-کندی
- جرارد باتلر در نقش جری کندی
- لیزا کودرو در نقش دنیس هِنِسی
- هری کانیک جونیور در نقش دانیل کانلی
- جینا گرشان در نقش شارون مک‌کارتی
- جفری دین مورگان در نقش ویلیام گَلَگـِر
- کتی بیتس در نقش پاتریشیا رایلی (مادر هالی)
- جیمز مارسترز در نقش جیمز مک‌کارتی
- نلی مکی در نقش سیارا رایلی (خواهر هالی)
- دین وینترز
- جیمز کرونین
- ان کنت در نقش راس کندی
- برایان مک‌گرث در نقش مارتین کندی
- مارکوس کالینز
- ریچارد اسمیت